# تنام أسود
تنام أسود (الاسم العلمي: Tinamus osgoodi) هو نوع من الطيور يتبع جنس التنام من فصيلة التنامية.